# Lésignac-Durand
Lésignac-Durand is een gemeente in het Franse departement Charente (regio Nouvelle-Aquitaine) en telt 200 inwoners (2005). De plaats maakt deel uit van het arrondissement Confolens.

## Geografie
De oppervlakte van Lésignac-Durand bedraagt 19,0 km², de bevolkingsdichtheid is 10,5 inwoners per km².
De onderstaande kaart toont de ligging van Lésignac-Durand met de belangrijkste infrastructuur en aangrenzende gemeenten.

## Demografie
Onderstaande figuur toont het verloop van het inwonertal (bron: INSEE-tellingen).